# Базиликальный разрез
Базиликальный разрез (от лат. basilica) — поперечный разрез здания, разделённого на продольные нефы, из которых средний выше боковых и освещается рядом окон в верхней его части. Аналогичный разрез может иметь и здание, круглое в плане.

## Описание и примеры

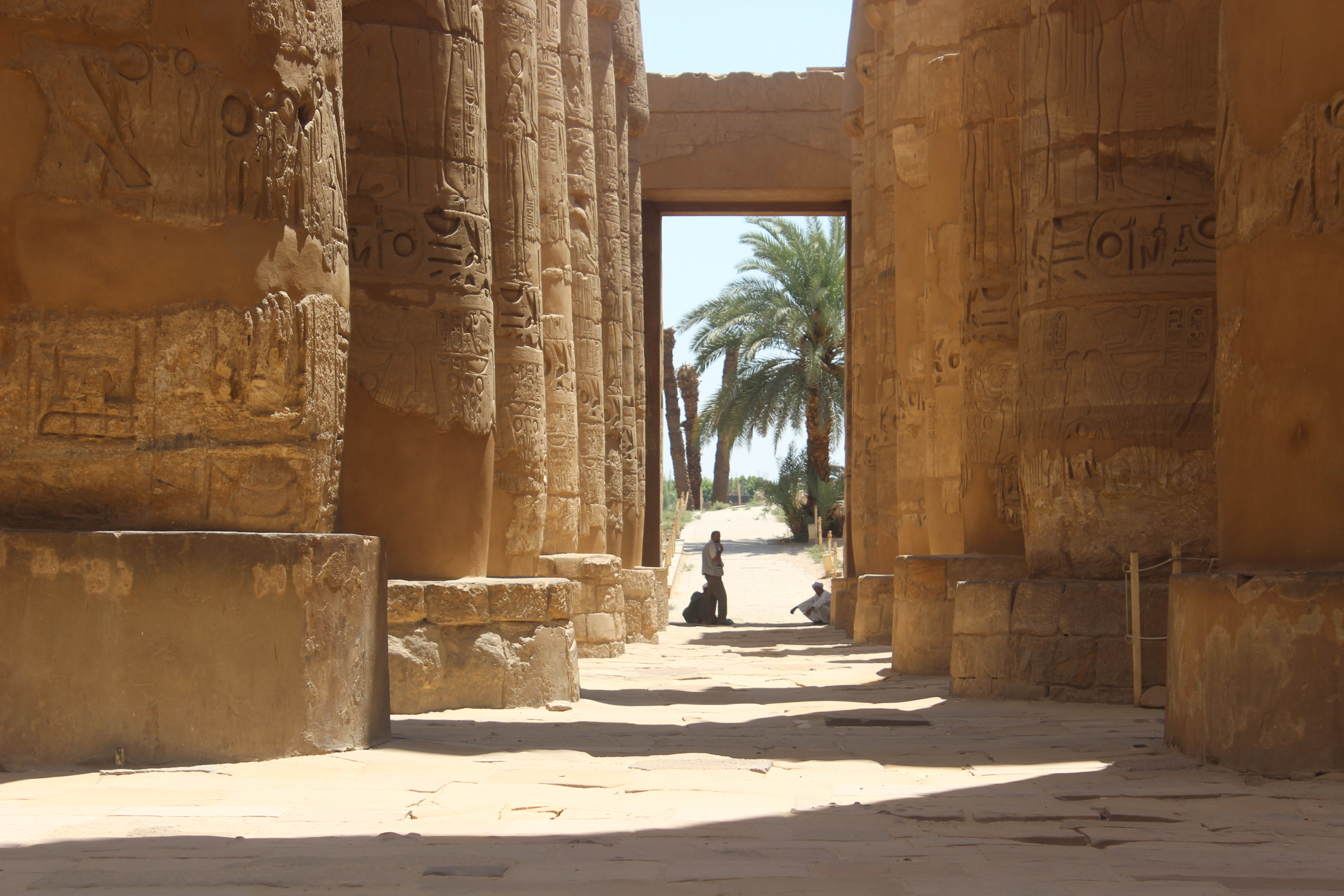
Гипостильный зал в Карнаке

Визуально пространство разделено на коридоры очень крупными либо плотно стоящими друг с другом колоннами. Такие коридоры идут параллельно друг другу или пересекаются под прямым углом.
Например, базиликальный разрез характерен для гипостильного зала.
Константинопольская Святая София, «крупнейший и не превзойдённый во всех отношениях купольный храм Византии», имеет базиликальный план и базиликальный разрез.
Базиликальный разрез также был известен со времён Древнего Египта.